# سكوت إم. تومسون
سكوت إم. تومسون (بالإنجليزية: Scott M. Thomson)‏ هو لاعب كرة قدم بريطاني في مركز الدفاع، ولد في 29 يناير 1972 في أبردين في المملكة المتحدة. لعب مع دونفرملين أثلتيك وريث روفرز وشروزبري تاون ونادي أبردين ونادي إيست فيف ونادي بريتشين سيتي.

## وصلات خارجية
- سكوت إم. تومسون على موقع قاعدة بيانات كرة القدم.إي يو (الإنجليزية)
- سكوت إم. تومسون على موقع Soccerbase.com (لاعب) (الإنجليزية)